# Rhizofiltration

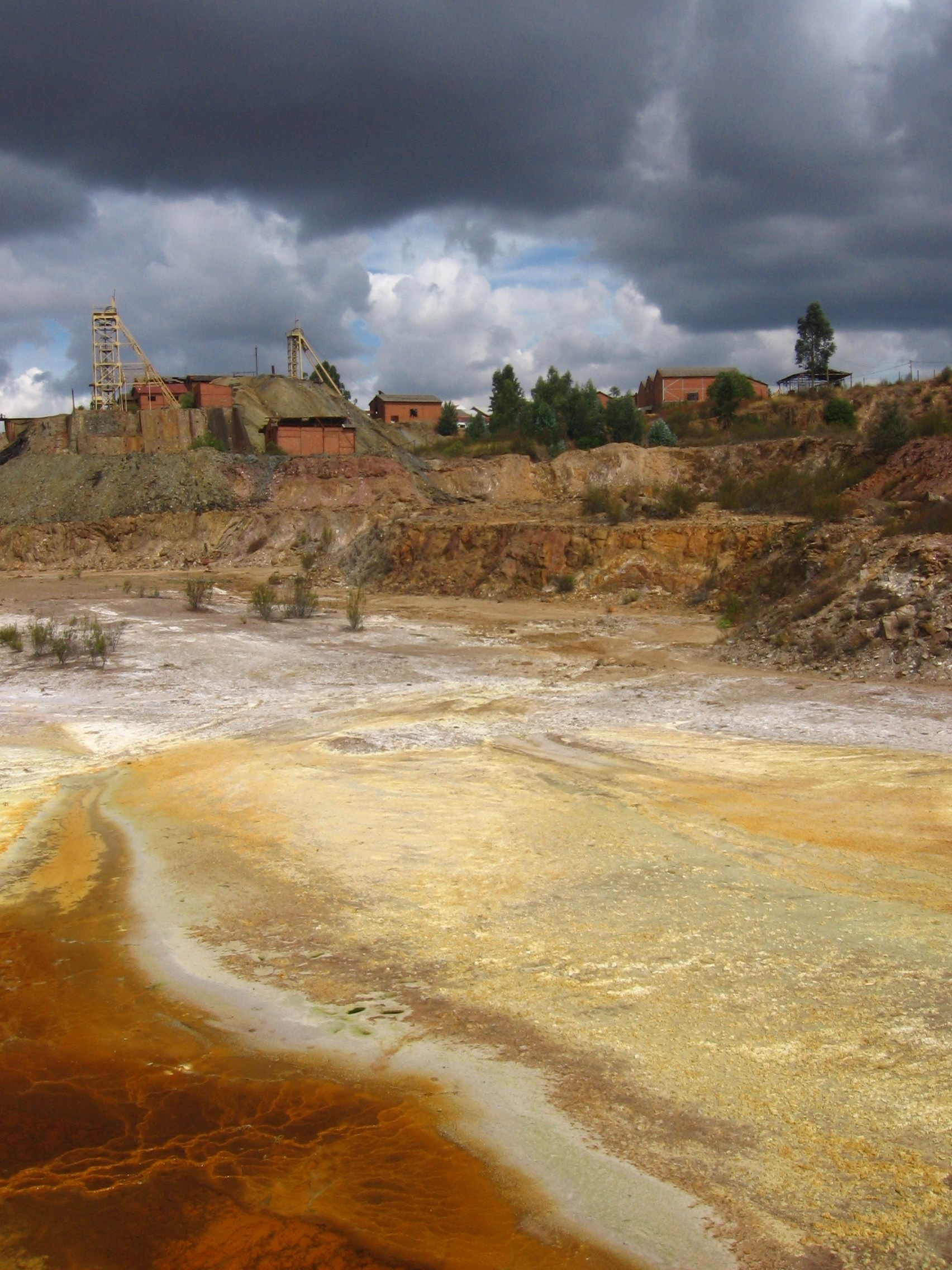
Un plan d'eau pollué par les rejets d'une mine de pyrite au Portugal.

La rhizofiltration est une forme de phytoremédiation qui consiste à filtrer des eaux de surface et souterraines en utilisant des plantes vasculaires qui captent les substances toxiques ou les éléments nutritifs par leurs racines.

## Applications
La rhizofiltration est utilisée dans l'extraction des métaux lourds dans des milieux aquatiques. Certains plantes ont la capacité d'hyperaccumuler dans leurs racines des quantités importantes de métaux de transition. Au lieu d'être considérées comme de la biomasse contaminée, ces plantes hyperaccumulatrices font l'objet de recherche pour être revalorisées au travers de l'écocatalyse. Ainsi, des plantes telles Brassica juncea et Lolium multiflorum, pouvant extraire et accumuler du palladium, sont directement utilisées comme réactifs ou catalyseurs dans des réactions de chimie organiques,.